# Кутейников, Евгений Николаевич
Евге́ний Никола́евич Куте́йников (1876—1918) — русский инженер.

## Биография
Родился в Санкт-Петербурге 22 февраля 1876 года — сын Н. Е. Кутейникова.
В 1894 году окончил Сиротский институт по курсу реальных училищ с дополнительным VII классом.
В 1900 году, пройдя обучение в Санкт-Петербургском институте инженеров путей сообщения, был утверждён в звании инженера путей сообщения «с правом составления проектов и производства всякого рода строительных работ».
В июне 1902 года, окончив полный курс наук в Санкт-Петербургском электротехническом институте императора Александра III, Е. Н. Кутейников был «удостоен Советом института… звания инженера-электрика первого разряда». Уже на V курсе института ему за выполнение проекта Центральной электрической станции для освещения и снабжения электроэнергией всех железнодорожных станций Санкт-Петербурга Советом института была присуждена серебряная медаль.
В мае 1905 года по рекомендации преподававшего в электротехническом институте профессора М. А. Шателена Кутейников был назначен начальником электроотдела Управления Кавказских Минеральных Вод (УКМВ). В течение 13 лет он заведовал всеми электрическими сооружениями на группах Кавминвод.
В 1913 году под его началом была построена Тепловая электростанция в Пятигорске, а 26 марта этого же года была осуществлена первая в мире параллельная работа двух электростанций, а именно Пятигорской тепловой и первой в России гидроэлектростанции «Белый уголь».
В 1918 году Кутейников был командирован Комиссариатом УКМВ в качестве начальника экспедиции для изысканий по постройке районной гидроэлектростанции в верховьях рек Малки, Баксана и Кубани (в Кабарде). Во время нападения местных банд на экспедицию 8 сентября 1918 года он был убит при исполнении служебных обязанностей.

## Вклад

Первая в России энергосистема

- Автор проекта и руководитель строительства Пятигорской тепловой электростанции. Под руководством Шателена М. А. принимал непосредственное участие в практической организации параллельной работы Пятигорской тепловой электростанции и Центральной Пятигорской гидроэлектростанции, тем самым приняв участие в создании первой в России энергосистемы.
- Тринадцатилетняя работа инженера Кутейникова в УКМВ характеризуется созданием целого ряда новых сооружений и совершенствованием уже существовавших. Им были построены центральная электрическая станция в Пятигорске и электростанция в Кисловодске, преобразована работа Пятигорского трамвая, выполнено благоустройство курортных дачных участков Пятигорска, Кисловодска, Железноводска и Ессентуков, переоборудована гидроэлектростанция «Белый уголь», имевшая значение районной станции на группах КМВ.
- Идея Е. Н. Кутейникова о сооружении районной ГЭС на реке Баксан была осуществлена в октябре 1936 года.

## Память
- На сохранившемся доме Кутейникова в Пятигорске установлена мемориальная доска, а в 1994 году улица Заводская переименована в улицу инженера Е. Н. Кутейникова.